# Aimone di Savoia-Aosta (1900-1948)
Vương công Aimone, Công tước thứ tư của Aosta (9 tháng 3 năm 1900 - 29 tháng 1 năm 1948) là hoàng thân Ý của nhà Savoy và là sĩ quan của Hải quân Hoàng gia Ý. Ông là con trai thứ hai của Vương công Emanuele Filiberto, Công tước Aosta. Ông được phong tước Công tước Spoleto vào ngày 22 tháng 12 năm 1904. Ông là Công tước Aosta từ năm 1942 sau cái chết của anh trai Vương công Amadeo.
Từ 18 tháng 5 năm 1941 đến 31 tháng 7 năm 1943, ông được đưa lên làm Vua của Nhà nước Độc lập Croatia mặc dù ông chưa bao giờ trị vì tại nước này. Ông làm vua với tên hiệu là Tomislav II (phát âm tiếng Serbia-Croatia: [tǒmislaʋ drûɡiː]) tiếp nối tên vị vua đầu tiên của Croatia. Sau khi Benito Mussolini bị lật đổ vào 25 tháng 7 năm 1943, ông thoái vị vào 31 tháng 7. Năm 1948, ông mất tại Buenos Aires, Argentina.